# Janina Frentzel-Zagórska
Janina Frentzel-Zagórska (ur. 27 listopada 1931, zm. 11 maja 2010) – doktor habilitowany socjologii, docent w Instytucie Studiów Politycznych Polskiej Akademii Nauk w Warszawie, poprzednio profesor w Collegium Civitas, uczestniczka Klubu Krzywego Koła. Była żoną socjologa prof. Krzysztofa Zagórskiego.

## Wybrane publikacje
- Motywy uczenia się i ich przemiany: z badań nad słuchaczami Telewizyjnego Technikum Rolniczego (1978)
- Nadrzędna idea utworu artystycznego jako nośnik komunikacji społecznej (1983)
- Society and the system: transformation in Central Europe as seen in the making (1997, ISBN 0-7325-1593-9)
- The Second Generation of Democratic Elites in Central and Eastern Europe, (redakcja, wspólnie z Jackiem Wasilewskim, Instytut Studiów Politycznych PAN, Warszawa 2000, ISBN 83-88490-06-0